# 2385 Mustel
A 2385 Mustel (ideiglenes jelöléssel 1969 VW) a Naprendszer kisbolygóövében található aszteroida. Ljudmila Ivanovna Csernih fedezte fel 1969. november 11-én.